# Kalulushi
Kalulushi è un centro abitato dello Zambia, parte della Provincia di Copperbelt e capoluogo del distretto omonimo. Amministrativamente è composto da diversi comuni autonomi che ne costituiscono l'agglomerato urbano.